# Friedrich Ohmann

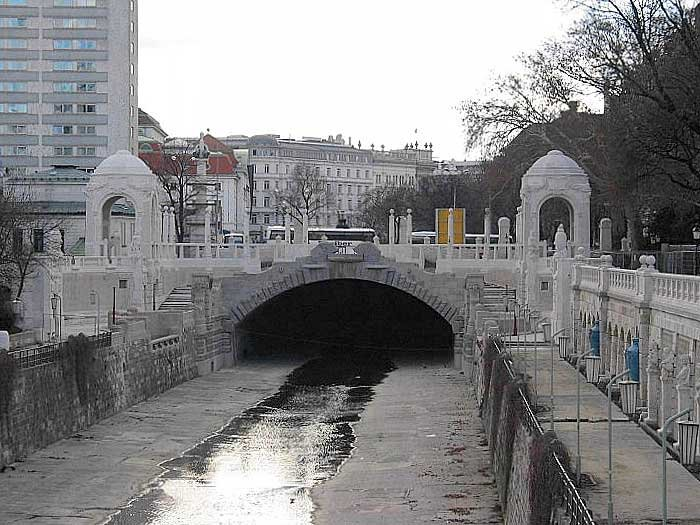
Ån Wien i Stadtpark

Friedrich Ohmann, född 21 december 1858 i Lemberg, död 6 april 1927 i Wien, var en österrikisk arkitekt.
Ohmann var professor vid konstskolan i Prag 1890-1900, hovbyggmästare i Wien 1900-07 och från 1906 professor vid Wiens konstakademi, och anslöt sig till Secessionen, utan att likväl sträva mot exklusiv modernitet. Han utförde byggnader och anläggningar av olika art, som betydande tillbyggnader i Hofburg, palats och köpmanshus, terrassen i Stadtpark, brunnshuset i Meran, monument (Elisabethsdenkmal, Schillerdenkmal) m.m.